# Creontiades
Creontiades är ett släkte av insekter. Creontiades ingår i familjen ängsskinnbaggar.
Kladogram enligt Catalogue of Life:
| Creontiades | \| \| Creontiades debilis \| \| \| \| \| \| Creontiades rubrinervis \| \| \| \| \| \| Creontiades signatus \| \| \| \| |
|             | \| \| Creontiades debilis \| \| \| \| \| \| Creontiades rubrinervis \| \| \| \| \| \| Creontiades signatus \| \| \| \| |
|             | Creontiades debilis |
|             | |
|             | Creontiades rubrinervis                                                                                                |
|             | |
|             | Creontiades signatus                                                                                                   |
|             | |